# Judgement (VNV Nation)
Judgement è il sesto album in studio del duo futurepop VNV Nation, uscito nel 2007. Il disco è un progetto che verte molto maggiormente verso sonorità synth pop abbandonando un po' l'elettronica più "cruda" dei primi album, risultando un prodotto molto orecchiabile. Il disco vede per la prima volta nella discografia della band una ballad, precisamente Illusion, pezzo molto "radiofonico" ma malinconico ed emozionante, cantato sulle note di un pianoforte e su bpm moderati.

## Tracce
1. Prelude
2. The Farthest Star
3. Testament
4. Descent
5. Momentum
6. Nemesis
7. Secluded Spaces
8. Illusion
9. Carry You
10. As it Fades

## Crediti
- Musica e testi di Ronan Harris
- Tracce 2–9 prodotte da Ronan Harris e Andre Winter
- Tracce 1 e 10 prodotte e mixate da Ronan Harris
- Tracce 2–9 mixate da Ronan Harris, Sven Heine, Lutz Rahn e Andre Winter
- Masterizzato da Chris Gehringer al Sterling Sound, New York City
- Pubblicato da AMV Talpa
- Artwork di Michał Karcz

## Strumentazione utilizzata
- Sistemi modulari: Modcan System B, Dotcom Orgon, Arp 2600
- Sintetizzatori analogici e hardware: Roland SH-2, Roland TB-303, Dave Smith Polyevolver, Creamwave Noah
- Computer e software: Apple Powermac G5, Logic Pro Pro 7.2, Sculpture, EXS24, Spectrasonics Atmosphere, Stylus RMX, Timewarp 2600, TC Powercore Virus, Native Instruments Reaktor 5, Native Instruments Battery 2, MOTU Symphonic Instrument